# تعليم ذاتي الإشراف
التعليم ذاتي الإشراف (Self-supervised learning) (SSL) هو نموذج في التعلم الآلي حيث يُدرب فيها النموذج على مهمة باستخدام البيانات نفسها لتوليد إشارات إشرافية، بدلاً من الاعتماد على التسميات الخارجية التي يقدمها البشر. في سياق الشبكات العصبية، يهدف التعلم الخاضع للإشراف الذاتي إلى الاستفادة من الهياكل أو العلاقات المتأصلة داخل البيانات المدخلة لإنشاء إشارات تدريب ذات معنى. تم تصميم مهام SSL بحيث يتطلب حلها التقاط الميزات أو العلاقات الأساسية في البيانات. عادةً ما تُزاد بيانات الإدخال أو تحويلها بطريقة تؤدي إلى إنشاء أزواج من العينات المرتبطة. تعمل إحدى العينات مدخلًا، وتستخدم الأخرى لصياغة الإشارة الإشرافية. يمكن أن تتضمن هذه التعزيز إدخال ضوضاء أو اقتصاص أو دوران أو تحويلات أخرى. يحاكي التعلم الخاضع للإشراف الذاتي الطريقة التي يتعلم بها البشر تصنيف الأشياء.
تعتمد طريقة SSL النموذجية على شبكة عصبية اصطناعية أو نموذج آخر مثل قائمة القرار. يتعلم النموذج في خطوتين. أولاً، تُحل المهمة بناءً على مهمة تصنيف مساعدة أو ذريعة باستخدام تسميات زائفة تساعد في تهيئة معلمات النموذج. ثانيًا، تُنفَّذ المهمة الفعلية من خلال التعلم الخاضع للإشراف أو غير الخاضع للإشراف. تتضمن المهام الإضافية الأخرى إكمال النمط من أنماط الإدخال المقنعة (توقف مؤقت صامت في الكلام أو أجزاء الصورة المقنعة باللون الأسود).
لقد حقق التعلم الخاضع للإشراف الذاتي نتائج واعدة في السنوات الأخيرة ووجد تطبيقًا عمليًا في معالجة الصوت ويستخدمه فيسبوك وغيره للتعرف على الكلام.